# VOODOO-MURDERS
VOODOO-MURDERS（ブードゥー-マーダーズ）は、全日本プロレスを舞台として活動し、TARUをリーダーとするヒール・プロレスラーのユニットである。略称は、ブードゥー、略表記はVM（以下、本文中で同ユニットをVMとも表記する。）。
2011年6月、リーダーのTARUによるメンバーのスーパー・ヘイトに対する暴行傷害を受け、全日本プロレスにより強制解散となった。
2012年12月、元メンバーである"brother"YASSHIが自身のレスラー復帰に伴い、グループの活動再開を発表した。
なお、本項目では前者を第1期、後者を第2期として説明する。

## 経歴

### 第1期

#### 結成の経緯・初期
2005年1月、ジョニー・スタンボリーとTARUが共闘した事により結成された。スタンボリーは、前年末の世界最強タッグ決定リーグ戦にラブ・マシンズの秘密兵器「GREAT MUTA」として参戦したが、ラブ・マシンズから戦力外通告を受け孤立していた。一方、TARUは前年に大型選手との対戦を求めてDRAGON GATEを退団し、打倒・武藤敬司の首を掲げてターゲットに定めており、フリーランスとして全日本プロレスに参戦していた。元々は、反・全日本プロレスという共通目的があった事で共闘関係が成立した。翌2月には元WWEのチャック・パルンボが加入し、チーム名も「ブードゥー・マーダーズ（VOODOO-MURDERS）」と発表された。さらに3月には、元WWEのジャイアント・バーナードが加入して勢力が増した。
その後、TARUと所属ユニットこそ違ってはいたが同じく元DRAGON GATE所属でもあった近藤修司と"brother"YASSHIもVMに加入した。

#### 発展期
2006年1月、諏訪間幸平が本隊を裏切って加入し、リングネームを現在の「諏訪魔」に改名した。同年9月、対立していたユニットRO&DのメンバーでもあるRO'Zが加入した。同月、RO&Dとのユニット解散をかけたタッグマッチを行い、これに勝利。試合中にRO&Dから寝返ったディーロ・ブラウンとブキャナンも加入。。
10月、ハッスル20に“brother”YASSHI with TARU として参戦した。11月1日、プロレスリング・セムに近藤・YASSHIがSUWAのパートナーとして、TARUがセコンドとして参戦した。モハメド・ヨネ・石森太二・青木篤志組に勝利した後、TARUが観客を罵ったのをきっかけにプロレスリング・ノア勢と乱闘となった。

#### 混迷期

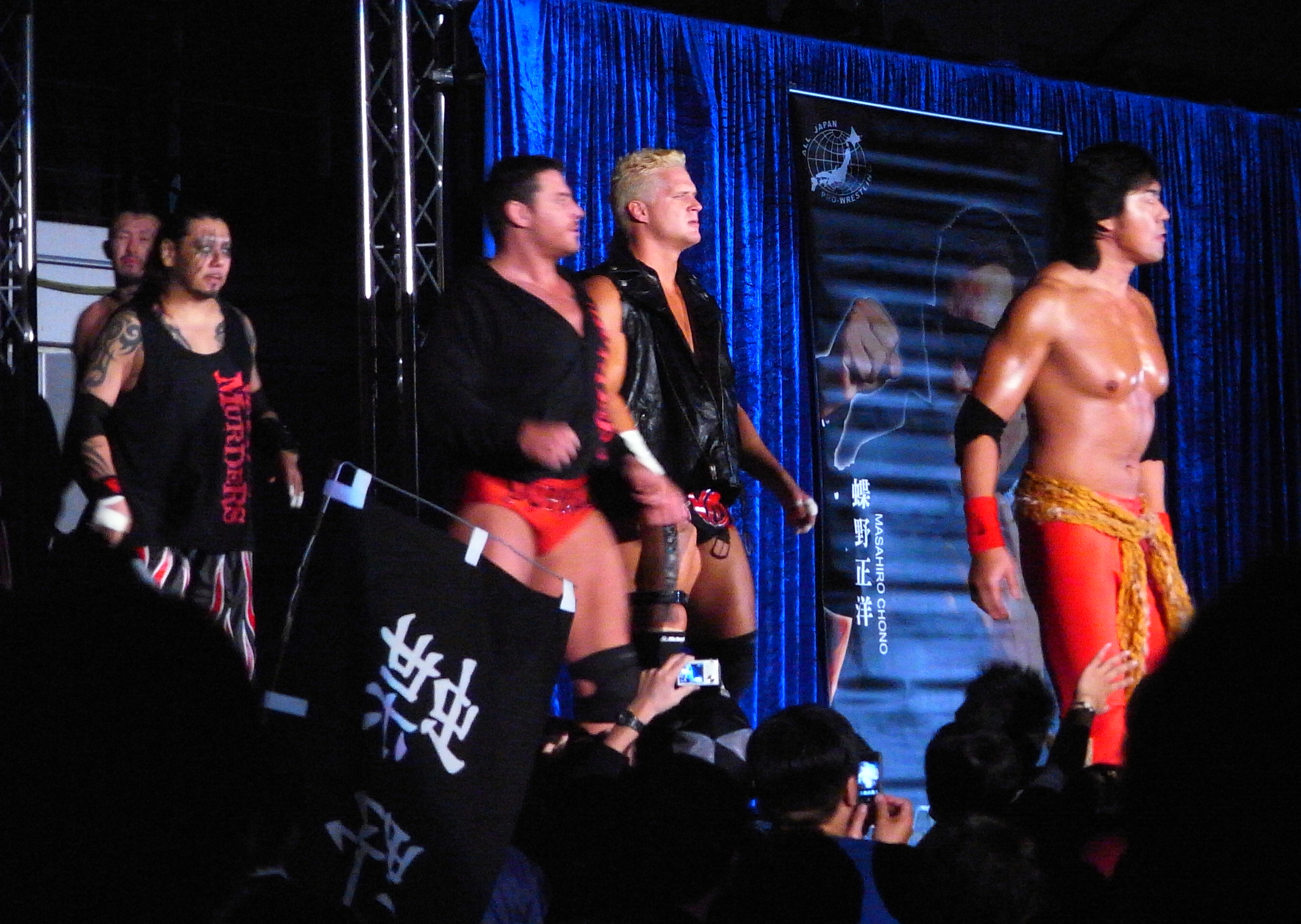
台北市の国立台湾大学総合体育館で行われた「2010 プロレスLove in Taiwan」でのVM入場シーン。

2007年6月、小島聡が加入した。7月には諏訪魔がTNAのスコット・スタイナーと共闘を果たし、10月にはシルバーキング、ゾディアックが加入した。
2008年1月、諏訪魔がVMを脱退したが、4月には元WWEのアル・ダバリが加入した。8月には小島が脱退すると、9月にはジョー・ドーリングが加入。しかし9月に近藤がVMを脱退、10月には新たに平井伸和が加入し、リングネームをヘイトに改名した。
2009年2月、新日本プロレスを退団してフリーになった田中稔が加入するも、YASSHIがプロレスを休業するため離脱した。その後、土方隆司が「歳三」のリングネームとして加入した。同年9月、ゾディアックが脱退した。
2010年1月、レネ・デュプリが加入し、2月にはF4との解散マッチに勝利した。6月にMAZADA、7月にKENSO、10月に河野真幸が加入した。後に鈴木がリングネームをKENSOに、河野がKONOに改名した。12月、KENSOとKONOが世界最強タッグ決定リーグ戦優勝を果たし、同月ダーク・オズ、ダーク・クエルボが加入。
2011年1月、KENSOとKONOが世界タッグ王座選手権に挑戦したが、試合中に仲間割れを起こし敗戦。試合後、KENZOが追放された。
だが、2011年5月29日に試合前の控室にてTARUがスーパー・ヘイトに対して暴行を行い、試合後にスーパー・ヘイトが倒れ病院へ救急搬送された。5月30日、TARUは試合前の控え室でスーパー・ヘイトに暴行を働いたことを会社に申告し、VMの無期限活動自粛を申し出た。これについて全日本プロレス側はTARUの申し出を了承したため、TARUの活動の無期限自粛、控え室に同席していた稔・河野・MAZADAの無期限出場停止処分及び保持する王座を剥奪、ユニットの解散処分を課した。なお、外国人選手は控え室に同席していなかったため未処分となった。
その後、同席した稔・MAZADA・河野の3選手については、スーパー・ヘイトに対する暴行を行っていないとして6月30日付けで処分解除を決定した。稔とMAZADAは7月9日久喜大会で復帰、河野も、右肘手術のため引き続き欠場となった。
2011年11月22日、例の暴行事件により、兵庫県葺合署によってTARUとMAZADAの2人がスーパー・ヘイトへの傷害容疑で逮捕された。調べに対してTARUは、「日ごろの態度が悪いことを叱ったが、反省の色が見られず殴った」と自ら容疑を認めている。

### 第2期

#### 復活
2012年12月、ダイヤモンド・リングのホーム興行に"brother"YASSHIが乱入し、レスラー復帰を発表する。その後の記者会見にて拳剛（旧:西村賢吾）とブードゥーマーダーズ再始動を開始した。
2013年1月、TARUが復帰会見を行い、同グループへの合流も発表された。2月11日のダイヤモンド・リング・ホーム興行にて同団体所属の宮原健斗、ならびにKAIENTAI-DOJO所属の滝澤大志が合流した。第2期はダイヤモンド・リングの他、ZERO1、天龍プロジェクト、紅白プロレス合戦などに参戦している。
2014年7月、"brother"YASSHIが新体制となった全日本プロレスのリングに5年ぶりに登場した。リング上で参戦を要求すると、VOODOO-MURDERSとしてではなく"brother"YASSHI個人として出場し、試合終了後にはリング上でVOODOO-MURDERSを投入すると宣言しアピールした。が、全日本プロレスからは秋山準社長名義のコメントで「今の全日本プロレスにはスキャンダルは必要ありません。今後“brother”YASSHI選手をはじめとするVOODOO-MURDERSの全日本プロレス参戦はご遠慮いただきました」と拒否され、予定されていたYASSHIのシリーズ参戦も白紙となった。
2015年1月、全日本プロレス主催の『ジャイアント馬場 十七回忌特別大会』にTARUの参戦が発表され、3年8ヶ月ぶりに全日本プロレスのリングに上がった。試合ではYASSHIと拳剛も共に入場し、鉄パイプで対戦相手の相島勇人や太陽ケアを攻撃するなどかつてのやり方を貫く戦いを見せた。なお、今回の参戦は、馬場の妻でもある馬場元子相談役のオファーによって実現したものであり、あくまでも特例であることが強調された形となった。
2016年2月17日、CRYSIS興行にてYASSHIがVMを離脱すると発表した。
これに伴い、VMの活動を見直すことになり個々でのフリーランス活動となった。その後、TARUの20周年記念興行にて拳剛がみちのくプロレスのBAD BOY加入のため、TARUから追放された。興行中、離脱したYASSHIがTARUに対してビデオメッセージを送っている。

#### 全日本再上陸
2022年、3月21日の全日本・大田区大会にて、VMを脱退しエボリューションを率いていた諏訪魔がTARU、KONO、歳三と合体。その後、諏訪魔は5月29日の後楽園大会にて正式にVMに再加入した。
6月19日には歳三がGAORA TV チャンピオンシップを奪取。更に、諏訪魔が7月14日の後楽園大会でVMの悲願であった三冠ヘビー級王座、稔&歳三組がアジアタッグ王座を奪取するなど、VMの勢いは増していった。
その後、三冠王座は宮原健斗に、アジアタッグは佐藤光留&田村男児にそれぞれ奪取される。更に諏訪魔とTARUの間に亀裂が生まれるなど瓦解の危機もあったが、10月2日の後楽園大会で9月に凱旋帰国を果たしたばかりの斉藤ジュン&斉藤レイが加入したのをきっかけに、両者の関係は修復された。
2024年3月30日の大田区総合体育館大会にて斉藤ジュン＆斉藤レイが諏訪魔＆鈴木秀樹組を降し第99代世界タッグ王座を戴冠直後、リング上にてTARUから全日本プロレス撤退と所属メンバーだった斉藤ブラザーズ、KONO、歳三の卒業を通告した。

## 抗争相手
第1期
全日本プロレス本隊、RO&D、健介ファミリーなど。リングソウルやビッグマウス・ラウドにも登場している。
抗争ではないものの、メンバーにはプロレスリング・エルドラドの所属選手が2人いたという縁から、TARUがGMとしてエルドラドにも登場したことがあった。

## 試合スタイル
第1期
結成当初は、凶器攻撃・罵倒文句の凄まじさが特徴的であった。2006年頃からは、対戦相手の口に試合会場地の名産物を押し込むなどのユーモラスな行動や、TARU水と呼ばれる水を観客に浴びせるなどのギミックが登場している。
VOODOO-MURDERSは、あらゆるファイトスタイルに対応できる人材を持ち、興行にメリハリをつける上で全日本には欠かせない集団となった。ただ、アンチヒーロー的存在としてVMに声援を送るファンも多く、F4との解散マッチに勝った後にTARUが興行を締めるマイクを持つなど単に嫌われるだけのヒール軍団では無くなっていた。

## メンバー

### 第1期

#### 解散時のメンバー
- TARU
グループ設立者で初代リーダー。メンバーからは「オヤジ」「おじき」と呼ばれている。
グループ解散後はレスラー活動を休業。2013年に復帰、第2期VMへ合流した。
- 稔
新日を退団後、全日にフリーとして参戦から解散まで加入。
解散後は全日本に入団しSTACK OF ARMSへ。現在はGLEAT所属。
- MAZADA
東京愚連隊として敵対していたが、NOSAWA論外との確執からVMへ。解散まで加入。
- KONO
諏訪魔との方向性が異なり正規軍から離脱。解散まで加入。
解散後はSTACK OF ARMSへ。現在フリー。
- スーパー・ヘイト
詳しい経緯もなく、新メンバーとして登場。凶器として消火器を使用。
事故により療養。プロレス界からセミリタイアしている。
- レネ・デュプリ
ドーリングとの外国人コンビとして活躍。解散まで加入し、解散後は正規軍。
現在は杉浦貴率いる杉浦軍の一員としてプロレスリング・ノアへ参戦中。
- ジョー・ドーリング
正規軍として参戦後、WWEとマイナー契約するも、契約切れにより再参戦。解散まで加入して解散後は正規軍。

#### 元メンバー
- ジョニー・ザ・ブル・スタンボリー（ - 2005年9月23日）
TARUとともにグループ設立メンバー。
- チャック・パルンボ（ - 2006年）
3人目となる初期メンバー。
- ジャイアント・バーナード
4人目となる初期メンバー。後に新日本プロレス - WWEへ遺跡。引退後はNXTのヘッドコーチに就任。
- AKAONI（赤鬼）（ - 2006年8月20日）
初登場試合で正体の渕に戻り、その場で離脱となった。
- ディーロ・ブラウン（ - 2006年9月17日）
- ブキャナン（ - 2006年9月17日）
上記2選手はRO&Dからの電撃加入だったが、短期間で全日本を離脱した。
- RO'Z（ - 2007年3月）
RO&DからVMへ電撃加入。地元テレビ番組出演を理由に全日本との契約を解除したため離脱。
2017年4月18日、心不全により死去。
- 諏訪魔（ - 2008年1月3日）
正規軍より電撃加入し改名。その後、メンバーと亀裂が生じ正規軍へ再合流。改名はしていない。2022年再加入、2023年5月29日追放。
- 小島聡（ - 2008年8月3日）
諏訪魔対抗に対し加入。しかし、ヒール気質が肌に合わずVMを離脱、新グループF4を結成。後に新日本プロレスへ移籍。
- 近藤修司（ - 2008年9月29日）
DRAGON GATE退団後、全日本参戦と同時に加入。08年全日本に正式入団し正規軍へ。W-1へ移籍したのち現在はフリー。
- "brother"YASSHI（2005年 - 2009年）
近藤とタッグによる主力メンバーであったが、休業とともに離脱。のち2013年に活動復帰とともにグループ再始動を発起する。
現在はダブプロレスに所属。
- ランス・ホイト
現在はランス・アーチャーのリングネームでAEW所属。
- ゾディアック
小島の説得でF4へ合流する。現在はWRESTLE-1に不定期参戦。
- 歳三（土方隆司）
全日本退団に伴い離脱。県議会議員に立候補し当選、二束のわらじで活動中。
- ランス・ケイド
VMメンバーとして参戦していたが、地元現地で心不全により死去した。
- KENSO（鈴木健想） 
主戦場を日本に戻すと同時に加入。2011年1月3日に意見の食い違いでVMを追放される。
正規軍で続けていたが、新たな外国人ヒール軍「DK」結成。退団後はテレビ局に就職しレスラーと兼業している。
- ブードゥーマスク1〜48号
正体不明、欠場選手にる補助員のため不定期参戦。

以下は参戦が途絶え自然離脱。
- アル・ダバリ
- シルバー・キング
2019年5月11日、イギリス・ロンドンで試合中に心筋梗塞を起こし搬送されたが死去した。
- マイク・フェース
- ビッグ・ダディ・ブードゥー
2014年2月18日、自宅で心筋梗塞により死去した。
- チャーリー・ハース
- ダーク・オズ
- ダーク・クエルボ
ダークコンビは、MAZADAの誘いにより加入。

#### 共闘メンバー
- 谷嵜なおき - 欠場したYASSHIの代役。
- スコット・スタイナー
- SUWA
- トラヴィス・トムコ - 新日本プロレス参戦時、バーナードともに共闘。
- C.T.U・G.B.H・CHAOS - 新日本プロレスのヒール軍団として共闘。
- ベイダー - 自分の弟子達をVMに推薦するも、TARUが召集しなかった為現在は敵対している。
- 村上和成 - 新生VM復活の際に要求から共闘。

### 第2期

#### 現メンバー
- TARU（2013年1月 - ）
グループ設立者で初代リーダー。メンバーからは「オヤジ」「おじき」と呼ばれている。
グループ解散後はレスラー活動を休業。2013年に復帰し、新生VMへ合流した。

#### 共闘メンバー
- 正危軍（尾崎魔弓&雪妃魔矢）
2022年12月25日の後楽園大会にて諏訪魔とタッグを組み、石川修司&チーム200キロ（橋本千紘&優宇）と対戦。

#### 元メンバー
- 宮原健斗（2013年2月11日 -  2013年11月）
DIAMOND RING - フリー。TARUの勧誘から加入。
健介オフィス（現DIAMOND RING）設立以降、所属選手として最初のヒールレスラーとなる。その後、2013年11月に懲罰なしの特例措置で脱退[10]。脱退後はXceedに加入し、後に全日本プロレスに入団。
- 滝澤大志（2013年2月11日 -  2013年6月）
KAIENTA-DOJO所属。2013年2月宮原ともに加入。6月、不祥事によりレスラー活動を休業したため、離脱した。
- ジェイク・ダーデン
経緯不明。その後すぐに帰国して特に共闘はしなかった。
- "brother"YASSHI（2012年12月 - 2016年2月）
第1期で近藤とタッグによる主力メンバーであったが、休業とともに離脱。
活動復帰を機にグループ再始動の発起した新生VMのリーダー。2月のCRYSIS興行で離脱を表明。当時欠場中の拳剛の復帰戦の対戦相手になることも宣言、同興行のラストではTARUとは握手を交わし、拳剛とは拳を合わせた。
- 拳剛（2012年12月 - 2016年2月）
フリーランス「西村賢吾」としてデビュー。2013年に改名を発表し、VMへ加入。みちのくプロレス入団、BAD BOY加入により、同ユニットを追放される。現在はフリーランス。
- ジェームス・ライディーン（2017年 - ）
2017年4月に加入後、長期欠場が続きZERO1と契約解消に伴い脱退。
- ヤス久保田&ヒデ久保田（2014年 - ）
2014年より兄弟で加入。
- ジャガー横田（2015年 - ）
2015年のジャガー横田38周年記念大会で自ら加入。ワールド女子プロレス・ディアナでは、TARUらと結託してCRYSISを結成。
- ジェニー・ローズ（2015年 - ）
2015年ディアナ川崎大会で加入。
- KAMIKAZE
2014年に加入。2018年退団。
- 菅原拓也
2014年に加入。日高郁人などのZERO1本隊と共闘することもある。
- ハートリー・ジャクソン（2016年 - 2018年）

2016年10月に加入。2018年休業を機に離脱。2022年復帰。
- 田中将斗（2017年 - 2019年）
2017年2月に加入。
- クリス・ヴァイス（2018年 - ）
2018年3月に加入。
- 横山佳和（2018年 - ）
2018年10月に加入。VMが主戦場を全日本に移すと、クリスとCYTを結成する。
- 将軍岡本（2018年 - ）
2018年9月に加入。主戦場だったZERO1を離脱してからは共闘していない。
- RAICHO

SUGIのライバルとして登場。SUGIと共闘したことで離脱。
- 火野裕士（2018年 - 2019年）

2018年1月に加入。
- 朱崇花（2018年 - 2019年）

2018年1月に加入。
- 稔（2013年 - 2022年）
第1期より継続参戦していたが、VMの試合スタイルに異を唱えたことでTARUに「GLEATに身を置きVMを軽視している」と判断されたことで2022年10月23日追放。
- 諏訪魔（2022年 - 2023年）

2022年5月に再加入。2023年5月29日追放。
- 歳三（ - 2024年3月30日）
2022年の50周年記念大会に諏訪魔を日本武道館をメインに立たせたい一新で2022年3月21日の大田区総合体育館大会で再結成の際にVM復帰。諏訪魔追放後も斉藤ブラザースをどの団体でも通用するタッグになるよう引き続きサポート。2024年3月30日全日本プロレス大田区総合体育館大会にてTARUのVOODOO-MURDERSの全日本プロレス撤退宣言を受けて斉藤ジュン、レイ、KONOとともに脱退。この際にマスクを脱いで素顔の土方隆司に戻る。
- KONO（ - 2024年3月30日）
2022年3月21日の大田区総合体育館大会で再結成の際にVM復帰。2024年3月30日脱退。
- 斉藤ジュン（2022年10月2日 - 2024年3月30日）
全日本プロレス所属。2022年より兄弟で本隊を離反し加入。2024年3月30日脱退。
- 斉藤レイ（2022年10月2日 - 2024年3月30日）
全日本プロレス所属。2022年より兄弟で本隊を離反し加入。2024年3月30日脱退。

## タイトル歴

### 第1期
全日本プロレス
- 世界ジュニアヘビー級王座･･･3回 - 近藤修司（第23代）、シルバー・キング（第25代）、稔（第29代）
- アジアタッグ王座･･･3回 - 近藤修司 & "brother"YASSHI（第79代）、 TARU & ビック・ダディ・ブードゥー（第83代）
- 世界タッグ王座･･･2回 - 小島聡 & TARU（第53代）、 KONO & ジョー・ドーリング（第58代）
- 世界最強タッグ決定リーグ戦･･･1回 - KENSO & KONO（2010年）
- ジュニア・タッグリーグ戦･･･1回 - 歳三 & 稔（2009年）

プロレス大賞
- 最優秀タッグチーム賞（2006年）

### 第2期
天龍プロジェクト
- UWA世界ジュニアヘビー級王座･･･1回 - 拳剛（第24代）

ZERO1
- 世界ヘビー級王座･･･1回 - 田中将斗（第21代）
- NWAインターコンチネンタルタッグ王座･･･1回 - TARU&ハートリー・ジャクソン（第33代）
- NWAインターコンチネンタルタッグ王座･･･1回 - 田中将斗&火野裕士（第38代）
- NWAインターコンチネンタルタッグ王座･･･1回 - TARU&クリス・ヴァイス（第39代）
- NWA UNヘビー級王座･･･2回 - クリス・ヴァイス（第31代、第34代）
- 世界ヘビー級王座･･･1回- クリス・ヴァイス（第27代）

全日本プロレス
- 三冠ヘビー級王座･･･1回 - 諏訪魔（第67代）
- 世界タッグ王座･･･2回 - 諏訪魔&KONO（第92代）、斉藤ジュン&斉藤レイ（第97代、第99代）
- アジアタッグ王座･･･1回 - 稔&歳三（第113代）
- GAORA TV チャンピオンシップ･･･1回 - 歳三（第22代）

GLEAT
- G-INFINITY王座･･･1回 -斉藤ジュン&斉藤レイ（第3代）

プロレス大賞
- 新人賞･･･斉藤ジュン&斉藤レイ（2023年）